# 마르틴 루베시
마르틴 루베시(체코어: Martin Rubeš, 1996년 9월 16일~)는 체코의 펜싱 선수로 주 종목은 에페이다. 2024년 하계 올림픽에서 에페 단체전 동메달을 획득했다.